# District de Krupina
Le district de Krupina est un des 79 districts de Slovaquie. il est situé dans la région de Banská Bystrica.

## Démographie

### Évolution de la population
| Année:               | 1994.  | 2004.   | 2014.   | 2024.   |
| -------------------- | ------ | ------- | ------- | ------- |
| Nombre de personnes: | 23 046 | 22 674  | 22 636  | 21 209  |
| Différence:          |        | -1,61 % | -0,16 % | -6,30 % |

| Année:               | 2023.  | 2024.   |
| -------------------- | ------ | ------- |
| Nombre de personnes: | 21 271 | 21 209  |
| Différence:          |        | -0,29 % |

## Liste des communes

### Ville
- Krupina
- Dudince

### Villages[2]
Bzovík, Cerovo, Čabradský Vrbovok, Čekovce, Devičie, Dolné Mladonice, Dolný Badín, Domaníky, Drienovo, Drážovce, Hontianske Moravce, Hontianske Nemce, Hontianske Tesáre, Horné Mladonice, Horný Badín, Jalšovík, Kozí Vrbovok, Kráľovce-Krnišov, Lackov, Ladzany, Litava, Lišov, Medovarce, Rykynčice, Sebechleby, Selce, Senohrad, Sudince, Súdovce, Terany, Trpín, Uňatín, Zemiansky Vrbovok, Žibritov